# Camptoscaphiella sinensis
Espèce
Camptoscaphiella sinensis est une espèce d'araignées aranéomorphes de la famille des Oonopidae.

## Distribution
Cette espèce est endémique du Yunnan en Chine,.

## Description
Cette espèce est anophtalme par adaptation à la vie troglobie.

## Étymologie
Son nom d'espèce, composé de sin[a] et du suffixe latin -ensis, « qui vit dans, qui habite », lui a été donné en référence au lieu de sa découverte, la Chine.

## Publication originale
- Deeleman-Reinhold, 1995 : A new eyeless Camptoscaphiella from a Chinese cave (Arachnida: Araneae: Oonopidae). Beiträge zur Araneologie, vol. 4, p. 25-29.